# Saint-Hippolyte (Québec)
Pour les articles homonymes, voir Hippolyte.
Saint-Hippolyte est une municipalité canadienne du Québec située dans la MRC de La Rivière-du-Nord, dans la région des Laurentides. 

## Toponymie
Les Hippolytois doivent probablement leur gentilé au chanoine Hippolyte Moreau (1815-1880), titulaire de la cathédrale de Montréal et vicaire général à qui Mgr Ignace Bourget avait délégué en 1864 pour choisir l'emplacement de la première chapelle. Le nom fait peut-être référence à Hippolyte de Rome, saint de l'Église catholique qui est célébré le 13 août.

## Géographie
Saint-Hippolyte est édifiée dans les montagnes des Laurentides. À partir du lac de l'Achigan, dans l'ouest de la municipalité, la rivière de l'Achigan coule vers le sud-est. À partir du lac Connelly, dans le sud de la municipalité, la rivière Abercromby coule vers le sud. En 2016, 1 % du territoire de Saint-Hippolyte était agricole. 

## Histoire
Le 7 novembre 2009, la municipalité de paroisse de Saint-Hippolyte change son statut pour celui de municipalité.

## Démographie
| 1991  | 1996  | 2001  | 2006  | 2011  | 2016  | 2021   |
| ----- | ----- | ----- | ----- | ----- | ----- | ------ |
| 4 697 | 5 672 | 6 039 | 7 219 | 8 083 | 9 113 | 10 669 |

## Administration
Sur la scène provinciale, Saint-Hippolyte se trouve dans la circonscription de Rousseau. Aux élections d'avril 2014, le candidat du Parti québécois Nicolas Marceau a été réélu.
Sur la scène fédérale, Saint-Hippolyte est situé dans la circonscription de Rivière-du-Nord. En octobre 2015, le candidat Rhéal Fortin du Bloc québécois est élu député de la circonscription.
Les élections municipales se font en bloc pour le maire et les six conseillers municipaux.
| Saint-Hippolyte Maires depuis 2001                                                                                   |                 |         |          |
| Élection | Maire           | Qualité | Résultat |
| 2001 | Yves St-Onge    |         | Voir     |
| 2005 | Gilles Rousseau |         | Voir     |
| 2009 | Bruno Laroche   |         | Voir     |
| 2013 | Bruno Laroche   | Voir    |          |
| 2017 | Bruno Laroche   | Voir    |          |
| 2021 | Yves Dagenais   |         | Voir     |
| Élection partielle en italique Depuis 2005, les élections sont simultanées dans toutes les municipalités québécoises |                 |         |          |

## Culture
Cette municipalité, au cœur de la MRC de La Rivière-du-Nord, accueille chaque année le festival Montagne-Art, festival multidisciplinaire d'art.

## Médias
Depuis mars 1983, les résidents de la municipalité ont le Journal communautaire Le Sentier, mensuel.

## Sécurité publique
La municipalité était membre de la Régie intermunicipale de police de la Rivière-du-Nord jusqu'en 2009. Elle est maintenant desservie par la Sûreté du Québec.

## Éducation
Le Centre de services scolaire de la Rivière-du-Nord administre les écoles francophones : 

### Primaire
- École des Hauteurs[7] à Saint-Hippolyte
- École de Saint-Hippolyte[8]
- École Jean-Moreau à Sainte-Sophie pour certains secteurs
- École Sacré-Coeur à Saint-Jérôme pour certains secteurs

### Secondaire
- École secondaire Cap-Jeunesse[9] à Saint-Jérôme
- École secondaire des Hauts-Sommets [10]à Saint-Jérôme

La Commission scolaire Sir Wilfrid Laurier administre les écoles anglophones :
- École primaire Morin-Heights à Morin-Heights[11]
- École primaire Laurentia à Saint-Jérôme[12]
- École primaire Sainte-Adèle à Sainte-Adèle[13]
- École secondaire Laurentian Regional (en) à Lachute[14]

## Personnalités
- Madeleine Sherwood, actrice